# Guajolota
La guajolota, couramment appelée torta de tamal, est un antojito emblématique de la cuisine de rue de Mexico, la capitale du Mexique. C'est un sandwich de type torta constitué d'un pain blanc garni d'un tamal, généralement consommé au petit déjeuner à travers toute la zone métropolitaine de la vallée de Mexico.

## Étymologie
L'origine du nom guajolota est obscure. Il existe des étymologies populaires qui le lient au mot guajolote qui désigne la dinde (car la guajolota est calorique et fait grossir comme un guajolote).

## Culture
La guajolota est un sandwich bon marché qui ne coûte qu'entre dix et vingt pesos. Elle est achetée de préférence accompagnée d'une boisson matinale qui peut être un atole, un café de olla ou un café, cette combinaison est parfois appelée guajolocombo. Des variantes peuvent contenir de la crème ou du fromage frais du fait que beaucoup de vendeurs de tortas de tamal vendent aussi des tortas de chilaquiles.